# 加藤伸一
加藤 伸一（かとう しんいち、1965年7月19日 - ）は、鳥取県倉吉市出身の元プロ野球選手（投手）・コーチ、解説者・評論家。

## 経歴

### プロ入り前
倉吉市立小鴨小学校6年生時に、エースとして出場した倉吉市の大会で優勝。倉吉市立西中学校では軟式野球部に入部。倉吉北高校1年次の1981年から速球派投手として期待され、練習試合ではあるが、鳥取西戦でノーヒットノーランも記録している。最上級生に進級した1983年にはチームの不祥事で対外試合禁止処分となってしまい、結局、加藤の公式戦登板は2年次の1982年夏の2試合（5-0倉吉工業高校）および（3-8鳥取城北高校）であったが、鳥取城北高校戦の試合での登板がスカウト達の目に留まった。同年のドラフト会議にて南海ホークスから1位指名を受け、入団。鳥取県の高校生として史上初のドラフト1位指名でもあった。当日、学生服のまま校内で他の部員らに胴上げされている映像がニュースで流れた。担当スカウト杉浦正胤。

### 南海・ダイエー時代
シュートを武器として1年目の1984年シーズンから活躍し、中継ぎや抑えでの登板が多かったが、5勝4敗4セーブ・防御率2.76の成績を残した。セーブ数は高卒新人歴代最多。
同年代である藤本修二、畠山準と共に「トリオ・ザ・10代」と呼ばれた。
1985年シーズンからは先発として投げ、阪急との開幕第2戦でプロ初完投勝利。オールスターゲームまでに防御率3.25で8勝を挙げ、監督推薦でオールスターに初出場した。後半は右肘に違和感を覚えた後は登板間隔を空けたりリリーフに回ったりするなど最終的にシーズントータルで9勝11敗1セーブ・防御率4.09であった。
1986年シーズンも右肘痛の影響で3勝10敗2セーブ・防御率4.68と精彩を欠く。
1987年シーズンは防御率3点台と良化したものの、14試合で4勝5敗に終わった。
1988年は防御率4.54と再び安定感を欠いたが、8勝10敗3セーブの成績を残した。
1989年には、球団名が「福岡ダイエーホークス」となる。3月に博多駅の井筒屋の壁面に成長株の同僚である佐々木誠（同い年同期入団）と「福岡の、新しい顔です」というコピーとともに、新球団の真新しいユニフォームに身をつつんだ全身写真の垂幕が飾られた。移転1年目の同年は、開幕3戦目の日本ハム戦でダイエー球団としての初勝利を挙げるなど、自身初の2桁勝利となる12勝を挙げた。
1990年シーズンは、田淵幸一新監督から開幕投手に指名されていたが、キャンプを右肩関節周囲炎で離脱すると、そのままプロ入り後初めて一軍登板なしに終わった。なお同年7月には、球団側の「選手枠の都合」で一時任意引退扱いとなっているが、本人への事前の相談などは一切なかったという。
1991年は2年ぶりに一軍登板し、4月21日の日本ハム戦で550日ぶりに勝利投手となる。14試合で2勝7敗・防御率6.03に終わったが、登板間隔は前半戦は月2回ペースだったのが8月以降は週1回登板するまでに回復した。
1992年シーズンはキャンプで再び右肩が悪化したため、7月に右肩の手術を受けた。
1993年シーズンも右肩のリハビリのため一軍登板なしに終わった。
1994年シーズンはリハビリから復帰し、オープン戦で結果を残してローテーション入りした。5度目の先発登板となった5月18日近鉄戦で998日ぶりに勝利投手となる。7月5日のロッテ戦で1721日ぶりの完投勝利を挙げるなど、17試合で3勝5敗・防御率4.82の成績を残し、完全復活への足掛かりをつかんだかに見えた。
1995年シーズンは故障で出遅れて二軍登板が可能になった頃には一軍はBクラスに低迷し、若手中心の起用に切り替わっていたため一軍登板できず、同年のシーズンオフに戦力外通告を受けた。この当時は王貞治監督の1年目であり、この新体制の首脳陣が故障とリハビリを繰り返した加藤の過去を熟知していなかったと思われることも影響した。この時大阪の知人からアパレル関係の仕事を打診されて真剣に検討したということだったが、ホークス時代の先輩で1994年途中にカープに移籍していた井上祐二から、当時の広島監督の三村敏之が加藤に興味を持っているとの連絡を受ける。

### 広島時代
1996年シーズンに広島東洋カープにテスト入団を果たす。オープン戦期間中に肉離れを発症したが、それを隠して開幕から先発ローテーション入りし、2度目の登板の4月17日横浜戦で643日ぶりの勝利投手となった。6年ぶりに規定投球回に達して9勝を挙げ、カムバック賞を獲得するなど再び活躍を見せる。
1997年シーズンは1勝5敗で防御率も7点台の不調に終わった。オフの契約更改で球団側の減額制限を大幅に超える契約金額提示を受け容れる。受け容れの条件として、翌年オフに自由契約になって退団する約束を球団側にとりつけた。
1998年シーズンは年間通じてローテーションを守り、安定感のある投球で規定投球回数をクリアし、防御率は自己最高の2.99で8勝6敗の成績を収めた。8月時点では防御率2点台と規定投球回到達は微妙な状況だったが、秋口に加藤がオフに退団することを知った広島監督の三村敏之による、加藤が好条件で移籍できるようにとの配慮により、シーズン最終登板で規定投球回と防御率2点台を達成した(尚三村もこの年限りで監督を退任した)。
その後、前年オフの球団との約束は口約束にすぎなかったが、約束通り自由契約になった。もっとも、約束の内容は2021年に加藤自身がコラムで述べるまで公にされていなかったため、長らくチーム若返りのための放出と報じられてきた。

### オリックス時代
1999年シーズンにはオリックス・ブルーウェーブへ移籍。自由契約の身ではあったが、前年より大幅に好条件（推定年俸2200万円→6000万円）の契約となった。この年は故障で出遅れて一軍初登板が6月であったこともあり6勝にとどまったが、自己最多でリーグトップタイの3完封とリーグトップの無四球完投3回を記録するなどの活躍を見せた。
2000年シーズンは3勝6敗に終わる。
2001年に先発の一角として5月で早くも6勝を挙げる。シーズン通算ではチームトップの投球回を投げ、12年ぶりに2桁勝利となるチーム1位の11勝を挙げた。なおこの年は小倉恒も2桁勝利を挙げたが、チームでは2002年シーズンから2004年シーズンオフに近鉄と合併するまでに2桁勝利を挙げた投手がいなかったことから小倉と共にブルーウェーブ時代最後の2桁勝利投手となった。2001年シーズンオフにFAで大阪近鉄バファローズへ移籍。人的補償として近鉄のユウキがオリックスへ移籍。

### 近鉄時代
移籍1年目の2002年4月1日に開幕3戦目の西武ライオンズ戦（大阪ドーム）に移籍後初先発したがKOされるなど、故障にも苦しみ、僅か2試合にしか登板できず未勝利に終わる。
2003年シーズンは6勝6敗の成績を残すも、2004年シーズンは2勝しか挙げられず、10月6日に戦力外通告を受けた。その後近鉄は古巣のオリックスと合併し、オリックスと新規参入球団の東北楽天ゴールデンイーグルスにそれぞれ近鉄とオリックスの選手を振り分ける分配ドラフトが行われたが加藤は戦力外のため分配ドラフトの対象に入らなかった。そして獲得オファーする球団もなく現役を引退。これまでの現役生活で数回のAクラス経験はあったものの一度も優勝は経験できなかった。
なお、加藤は近鉄球団唯一のFA獲得選手であった。

### 引退後
2005年より福岡を拠点に解説者としての活動を行い、ホークスのOBとして野球教室に参加することもあった。RKB毎日放送解説者・日刊スポーツ評論家を務める傍ら、プロ野球マスターズリーグ「福岡ドンタクズ」に参加。同年には故郷・鳥取で社会人野球チーム・鳥取キタロウズの創設に関わり、監督を務め、選手登録もされていたとされる。
2011年からはソフトバンク二軍投手コーチに就任し、二保旭・千賀滉大・岩嵜翔・飯田優也・嘉弥真新也を一軍に送り出す。
2014年は一軍投手コーチとなり秋季キャンプまで務め、同年12月26日に編成・育成部育成担当に就任することが発表された。
2016年限りで退任。
2017年からRKB毎日放送（主にRKBラジオ本数契約）・TOKYO MX（2021年～）・FOX SPORTS→スポーツライブ+の解説者に復帰する傍ら、東京スポーツの評論家にも復帰。山内孝徳に代わって九州三菱自動車硬式野球部（現・KMGホールディングス硬式野球部）投手コーチにも就任し、第88回都市対抗野球大会では長く低迷が続いていたチームを5年ぶりに本大会出場へ導いた。2022年シーズンより同チームの監督に就任した。社内に野球部のコーチができるOBもいなかったことからホークス時代から気心の知れていた湯上谷宏や宮地克彦に声をかけ、ともにチームの強化に力を注ぎ、2023年は第48回社会人野球日本選手権大会ではチームを5年ぶりに本大会出場へ導いた。

## 人物
いわゆる昭和40年生まれの選手で構成された「40年会」一員で、同会会員は古田敦也、山本昌、佐々木誠、八木裕、水野雄仁、吉井理人、池山隆寛、香田勲男、紀藤真琴、村上隆行、長嶋一茂ら（『ボク達同級生!プロ野球昭和40年会VS48年会』〈関西テレビ放送〉）。
加藤の世代では色白細面の西崎（日ハム）や阿波野（近鉄）が「トレンディ」「イケメン」と騒がれ、いわゆるソース顔の加藤がそう言う文脈で話題になることはなかったが「プロ野球ニュース」で南海時代の加藤を取材した平松政次は「俳優にしたいような美男子だ」と語った。
プロ入り時の投手コーチは河村英文で、加藤はプロとしての心構えを河村に教わったと語っている。公私ともに親交がある恩師であり、移籍時の相談も河村にしていた。オリックスへの移籍を決めたのは、オリックス投手コーチ就任が内定していた河村が移籍交渉に同席したことも理由の一つとなった。
長男の大貴は大学卒業後に九州三菱自動車に投手として入部後、マネージャーに転身。加藤が監督に就任して以降は父子でチーム改革に取り組んでいる。

## 詳細情報

### 年度別投手成績
| 年 度      | 球 団         | 登 板 | 先 発 | 完 投 | 完 封 | 無 四 球 | 勝 利 | 敗 戦 | セ 丨 ブ | ホ 丨 ル ド | 勝 率 | 打 者 | 投 球 回 | 被 安 打 | 被 本 塁 打 | 与 四 球 | 敬 遠 | 与 死 球 | 奪 三 振 | 暴 投 | ボ 丨 ク | 失 点 | 自 責 点 | 防 御 率 | W H I P |
| ---------- | ------------- | ----- | ----- | ----- | ----- | -------- | ----- | ----- | -------- | ----------- | ----- | ----- | -------- | -------- | ----------- | -------- | ----- | -------- | -------- | ----- | -------- | ----- | -------- | -------- | ------- |
| 1984       | 南海 ダイエー | 33    | 3     | 0     | 0     | 0        | 5     | 4     | 4        | --          | .556  | 314   | 75.0     | 62       | 7           | 37       | 4     | 1        | 46       | 0     | 0        | 25    | 23       | 2.76     | 1.32    |
| 1985       | 南海 ダイエー | 34    | 21    | 9     | 1     | 0        | 9     | 11    | 1        | --          | .450  | 818   | 189.1    | 180      | 32          | 87       | 5     | 9        | 79       | 2     | 1        | 100   | 86       | 4.09     | 1.41    |
| 1986       | 南海 ダイエー | 22    | 15    | 6     | 0     | 0        | 3     | 10    | 2        | --          | .231  | 469   | 107.2    | 105      | 20          | 46       | 4     | 4        | 52       | 3     | 0        | 61    | 56       | 4.68     | 1.40    |
| 1987       | 南海 ダイエー | 14    | 12    | 2     | 1     | 1        | 4     | 5     | 0        | --          | .444  | 332   | 78.0     | 87       | 0           | 22       | 0     | 2        | 31       | 1     | 0        | 33    | 28       | 3.23     | 1.40    |
| 1988       | 南海 ダイエー | 27    | 22    | 2     | 0     | 1        | 8     | 10    | 3        | --          | .444  | 607   | 138.2    | 164      | 20          | 42       | 2     | 4        | 53       | 3     | 0        | 77    | 70       | 4.54     | 1.49    |
| 1989       | 南海 ダイエー | 26    | 25    | 8     | 2     | 0        | 12    | 8     | 1        | --          | .600  | 758   | 176.2    | 193      | 19          | 62       | 6     | 7        | 68       | 3     | 0        | 81    | 72       | 3.67     | 1.44    |
| 1991       | 南海 ダイエー | 14    | 14    | 1     | 0     | 0        | 2     | 7     | 0        | --          | .222  | 348   | 77.2     | 97       | 12          | 24       | 2     | 2        | 24       | 1     | 0        | 54    | 52       | 6.03     | 1.56    |
| 1994       | 南海 ダイエー | 17    | 16    | 1     | 0     | 0        | 3     | 5     | 0        | --          | .375  | 346   | 80.1     | 88       | 6           | 25       | 1     | 4        | 32       | 1     | 0        | 44    | 43       | 4.82     | 1.41    |
| 1996       | 広島          | 25    | 25    | 2     | 1     | 0        | 9     | 7     | 0        | --          | .563  | 644   | 152.1    | 159      | 12          | 35       | 1     | 3        | 55       | 1     | 2        | 71    | 64       | 3.78     | 1.27    |
| 1997       | 広島          | 17    | 9     | 0     | 0     | 0        | 1     | 5     | 0        | --          | .167  | 231   | 49.1     | 72       | 13          | 14       | 1     | 4        | 18       | 3     | 1        | 42    | 41       | 7.48     | 1.74    |
| 1998       | 広島          | 22    | 22    | 3     | 1     | 0        | 8     | 6     | 0        | --          | .571  | 608   | 141.2    | 157      | 15          | 27       | 1     | 5        | 62       | 5     | 2        | 64    | 47       | 2.99     | 1.30    |
| 1999       | オリックス    | 19    | 17    | 4     | 3     | 3        | 6     | 5     | 1        | --          | .545  | 402   | 98.2     | 99       | 8           | 20       | 0     | 3        | 44       | 1     | 2        | 40    | 38       | 3.47     | 1.21    |
| 2000       | オリックス    | 24    | 14    | 4     | 0     | 0        | 3     | 6     | 0        | --          | .333  | 402   | 94.0     | 103      | 15          | 23       | 0     | 2        | 42       | 1     | 3        | 57    | 52       | 4.98     | 1.34    |
| 2001       | オリックス    | 27    | 26    | 2     | 0     | 0        | 11    | 7     | 0        | --          | .611  | 703   | 168.1    | 175      | 27          | 45       | 1     | 3        | 92       | 1     | 1        | 78    | 69       | 3.69     | 1.31    |
| 2002       | 近鉄          | 2     | 2     | 0     | 0     | 0        | 0     | 1     | 0        | --          | .000  | 40    | 7.1      | 14       | 2           | 3        | 0     | 1        | 4        | 1     | 0        | 8     | 8        | 9.82     | 2.32    |
| 2003       | 近鉄          | 16    | 16    | 0     | 0     | 0        | 6     | 6     | 0        | --          | .500  | 355   | 82.0     | 98       | 10          | 21       | 1     | 5        | 23       | 1     | 0        | 46    | 39       | 4.28     | 1.45    |
| 2004       | 近鉄          | 11    | 10    | 0     | 0     | 0        | 2     | 3     | 0        | --          | .400  | 216   | 47.1     | 63       | 13          | 12       | 0     | 3        | 18       | 2     | 0        | 39    | 37       | 7.04     | 1.58    |
| 通算：17年 | 通算：17年    | 350   | 269   | 44    | 9     | 5        | 92    | 106   | 12       | --          | .465  | 7593  | 1764.1   | 1916     | 231         | 545      | 29    | 62       | 743      | 30    | 12       | 920   | 825      | 4.21     | 1.39    |

- 各年度の太字はリーグ最高
- 南海（南海ホークス）は、1989年にダイエー（福岡ダイエーホークス）に球団名を変更

### 表彰
- カムバック賞：1回（1996年）

### 記録
初記録
- 初登板：1984年4月30日、対西武ライオンズ6回戦（大阪スタヂアム）、6回表一死に2番手で救援登板、2回2/3を1失点
- 初奪三振：同上、6回表に秋山幸二から
- 初勝利：1984年5月5日、対ロッテオリオンズ7回戦（大阪スタヂアム）、9回表に3番手で救援登板・完了、1回無失点
- 初先発：1984年5月11日、対阪急ブレーブス7回戦（阪急西宮球場）、7回1/3を3失点で敗戦投手
- 初セーブ：1984年7月31日、対西武ライオンズ19回戦（大阪スタヂアム）、8回表に2番手で救援登板・完了、2回1失点（自責点0）
- 初先発勝利・初完投勝利：1985年4月7日、対阪急ブレーブス2回戦（阪急西宮球場）、9回4失点
- 初完封勝利：1985年6月17日、対近鉄バファローズ14回戦（大阪スタヂアム）

節目の記録
- 1000投球回：1996年7月10日、対読売ジャイアンツ17回戦（東京ドーム）、5回裏三死目に川相昌弘を三振にとり達成 ※史上269人目
- 1500投球回：2001年5月5日、対千葉ロッテマリーンズ7回戦（千葉マリンスタジアム）、4回裏三死目にサブローを遊撃ゴロで達成 ※史上147人目

その他の記録
- オールスターゲーム出場：3回（1985年、1988年、2001年）

### 背番号
- 17（1984年 - 1995年）
- 12（1996年 - 1998年）
- 1（1999年 - 2001年）
- 14（2002年 - 2004年）
- 72（2011年 - 2014年）
- 44（2017年 - ）

## 関連情報

### 歌
- 『鷹の爪』（クラウンレコード） - 香川伸行・吉田博之・畠山準・湯上谷宏と合唱。

### 出演番組
- ザ・プロ野球
  - 地元RKBの他、系列局（RCC・CBC・HBC）の中継にも時折出演した。特にRCCについては解説者が不足した際に、ソフトバンクが関与しない広島主催ゲームにも出演したことがある。
- RKBエキサイトホークス
- 中西一清スタミナラジオ（月曜のショートコーナー「スポーツエンタテイメント」8：20頃）
- 瞬感スポーツ